# Green Bay (Antigua, Green Island)
Green Bay nennt man die Meerenge zwischen der Karibikinsel Antigua und ihrer östlichen Nebeninsel Green Island.
Die Green Bay erstreckt sich zwischen der südöstlichen Halbinsel von Antigua und der Südküste von Green Island, südwärts etwa bis zum Kap Neck of Land und der einen Kilometer ab liegenden Untiefe York Bank, ab wo der offene Atlantik beginnt.
Die Meerenge ist als ‚Bucht‘ benannt, weil Green Island nur 350 Meter ablandig vom Kap Conk Point liegt, und sie daher wie eine geschlossene Bucht wirkt. Trotzdem ist die Green Bay die südliche Passage in die Nonsuch Bay, die sonst zum Meer hin durch ein schlecht durchfahrbares Riff abgeriegelt ist.
Zwischen Neck of Land und der westlicheren Südspitze von Green Island beträgt die Breite nur etwa 600 Meter, dann öffnet sich die Einbuchtung wieder etwa auf einen Kilometer, bevor die Durchfahrt in die Nonsuch Bay beginnt.
Am Ufer der Green Bay liegen die Ferienhaus- und Tourismus-Ortslagen um Mill Reef des St. Philip’s Parish, mit den Buchten Devils Hole (Green Bay Beach) und Rickets Bay. Green Island ist privat und unbewohnt und hat ebenfalls schöne Strände.
Die Green Bay gehört seit 2006 zum North East Marine Management Area (NEMMA, 78 km²), ein recht unspezifisches Schutzgebiet des Inselgebiets vor der Nordost- und Ostküste.